# Michel Bitbol
Cet article possède un paronyme, voir Michel Abitbol.
Michel Bitbol est un philosophe des sciences français né le 12 mars 1954.

## Biographie
Il est directeur de recherche au CNRS, aux Archives Husserl, à l'École normale supérieure de Paris.
Ses domaines de recherche sont : l'histoire de la physique du XXe siècle (Erwin Schrödinger) ; la philosophie de la physique contemporaine (mécanique quantique) ; la philosophie générale de la connaissance (épistémologies transcendantales), de Kant aux néo-kantiens ; la philosophie de l'esprit (concept de conscience, critique du physicalisme).
Auteur de plusieurs ouvrages sur ces questions, il a été récompensé par le prix Grammaticakis-Neumann de philosophie des sciences de l'Académie des sciences morales et politiques pour Mécanique quantique, Une introduction philosophique.
Il a participé aux conférences du Mind and Life Institute, qui a pour but de promouvoir un dialogue entre la science et le bouddhisme.

## Publications

### Ouvrages
- Mécanique quantique, Une introduction philosophique, Flammarion, 1re éd. 1996.
- Schrödinger's Philosophy of Quantum Mechanics, Kluwer, 1996.
- L'Aveuglante Proximité du réel, Champs-Flammarion, 1998.
- Physique et Philosophie de l'esprit, Flammarion, 2000.
- Postface pour le livre d'Élie Ayache, L'Écriture postérieure, éditions Complicités, 2006, Paris.
- De l'intérieur du monde. Pour une philosophie et une science des relations, Flammarion, 2010[2],[3].
- La conscience a-t-elle une origine ? : Des neurosciences à la pleine conscience : une nouvelle approche de l'esprit, Paris, Flammarion, 2014, 748 p. (ISBN 978-2-0813-3008-5, présentation en ligne, lire en ligne).
- La Clôture de la représentation, Les Belles Lettres, 2014 (suit La Nature et les Grecs, d'Erwin Schrödinger).
- La Pratique des possibles, Une lecture pragmatiste et modale de la mécanique quantique, Hermann, 2015.
- Maintenant la finitude. Peut-on penser l'absolu? Flammarion, 2019[4].
- Philosophie quantique. Le monde est-il extérieur? Éditions Mimésis, 2023.

### Traductions
- Traduction annotée (avec Annie Bitbol-Hespériès) du livre de Erwin Schrödinger : La Nature et les Grecs, [titre original: Nature and the Greeks], suivie d'un essai de Michel Bitbol, « La clôture de la représentation », Les Belles Lettres, 2014 (première édition, Seuil, 1992)
- Traduction annotée du livre de Erwin Schrödinger, L'Esprit et la Matière, [titre original: Mind and Matter], précédée de « L'Élision. Essai sur la philosophie de Schrödinger » par Michel Bitbol, Seuil, 1990.
- Erwin Schrödinger, Physique quantique et Représentation du monde, Le Seuil, coll. « Points-Sciences », 1992, 184 p., poche  (ISBN 2-02-013319-9). Traduction annotée de deux textes de Schrödinger : 
  - 1935: Die gegenwärtige Situation in der Quantenmechanik [« La situation actuelle en mécanique quantique »] (le paradoxe du chat de Schrödinger) avec introduction de Michel Bitbol.
  - 1951: Science and Humanism, Physics in our Time [« Science et humanisme »].

- Nāgārjuna, Mettre fin aux controverses (Vigrahavyāvartanī), Introduction, traduction et notes par Michel Bitbol, Éditions du Cerf, 2023

### Participations
- Léna Soler (dir.), Michel Bitbol, Pascal Engel, Bernard d'Espagnat, Paul Gochet et Hervé Zwirn, Philosophie de la physique : Dialogue à plusieurs voix autour de controverses contemporaines et classiques, Paris, L'Harmattan, 2006, 204 p. (ISBN 978-2-2960-0857-1).